# Rietheim (Zurzach)
Rietheim (toponimo tedesco) è una frazione del comune svizzero di Zurzach, nel Canton Argovia. Conta 759 abitanti.

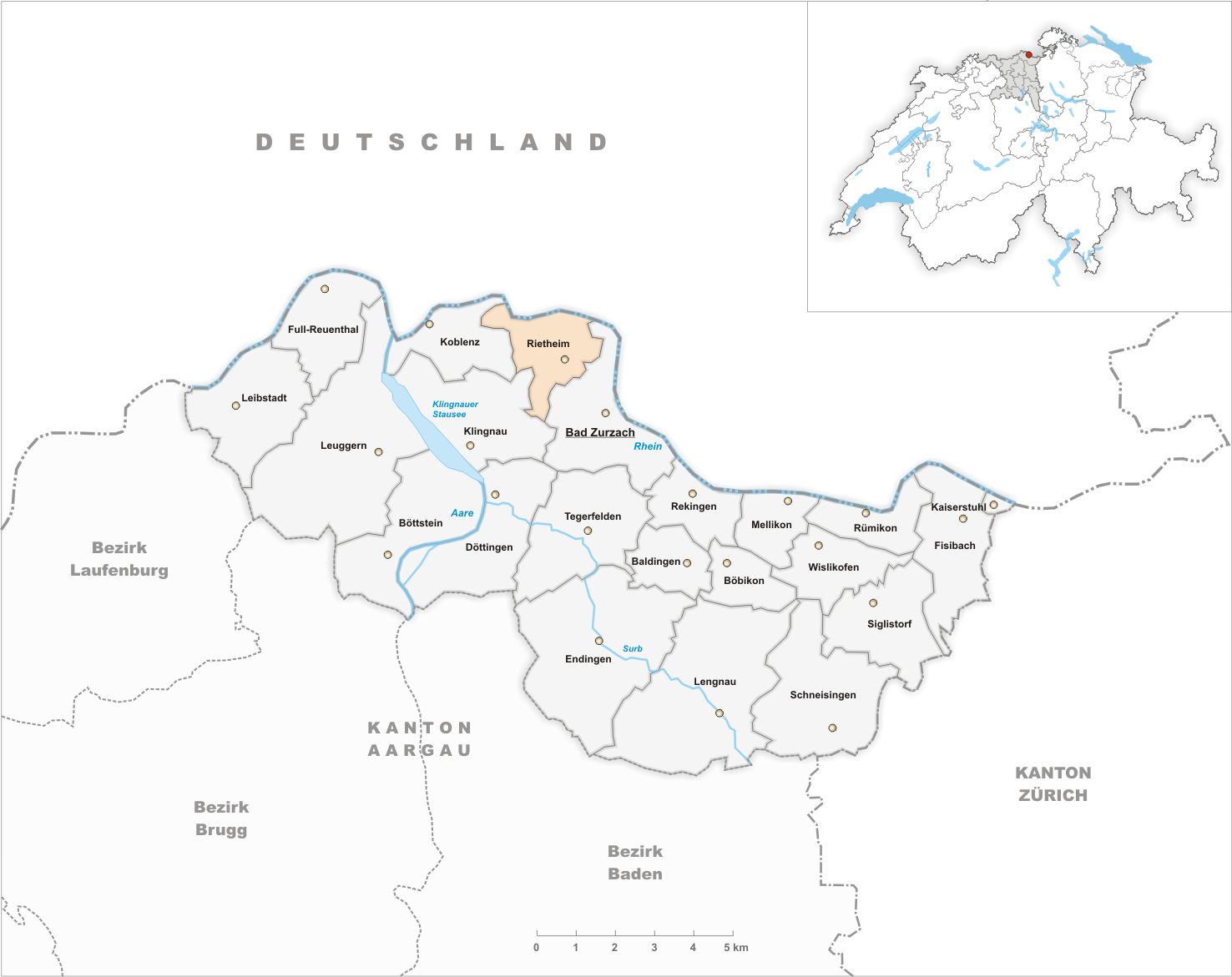
Mappa dell'ex comune di Rietheim all'interno del distretto di Zurzach

## Storia
Il 1° gennaio 2022 il comune di Rietheim venne fuso con i comuni di Bad Zurzach, Baldingen, Böbikon, Kaiserstuhl, Rekingen, Rümikon e Wislikofen, formando il nuovo comune di Zurzach.

## Società

### Evoluzione demografica
L'evoluzione demografica è riportata nella seguente tabella:
Abitanti censiti

## Infrastrutture e trasporti
Rietheim è servito dall'omonima stazione sulla ferrovia Winterthur-Bülach-Koblenz.